# Happy Family Plan
Happy Family Plan (しあわせ家族計画?, Shiawase Kazoku Keikaku) è un game show giapponese trasmesso su TBS Television dal 30 aprile 1997 al 13 settembre 2000 e presentato da Akiko Wada e Ichiro Furatachi. In Italia arrivò su Canale 5 nel 1998 col nome di Forza papà.

## Versioni internazionali
| Paese       | Titolo originale del programma | Presentatore  | Rete TV | Inizio prima TV   | Fine prima TV     |
| ----------- | ------------------------------ | ------------- | ------- | ----------------- | ----------------- |
| Regno Unito | The Moment of Truth            | Cilla Black   | ITV     | 5 settembre 1998  | 29 settembre 2001 |
| Regno Unito | Celebrities Under Pressure     | Melanie Sykes | ITV     | 13 settembre 2003 | 7 agosto 2004     |
| Regno Unito | Celebrities Under Pressure     | Vernon Kay    | ITV     | 13 settembre 2003 | 7 agosto 2004     |
| Stati Uniti | The Big Moment                 | Brad Sherwood | ABC     | 3 aprile 1999     | 26 giugno 1999    |